# Sapintus hispidulus
Sapintus hispidulus är en skalbaggsart som beskrevs av Thomas Casey 1895. Sapintus hispidulus ingår i släktet Sapintus och familjen kvickbaggar. Inga underarter finns listade i Catalogue of Life.